# Cycloramphus diringshofeni
Espèce
Statut de conservation UICN

 DD  : Données insuffisantes
Cycloramphus diringshofeni est une espèce d'amphibiens de la famille des Cycloramphidae.

## Répartition
Cette espèce est endémique de l'Est de l'État de Santa Catarina au Brésil. Elle se rencontre dans la Serra do Mar.

## Étymologie
Cette espèce est nommée en l'honneur de Richard von Diringshoffen.

## Publication originale
- Bokermann, 1957 : Sobre uma nova espécie de Cycloramphus do Estado de Santa Catarina, Brasil. Revista Brasileria de Biologia, vol. 17, no 2, p. 249-252.